# Partido Democrático Alemán
El Partido Democrático Alemán (en alemán Deutsche Demokratische Partei, abreviado DDP) fue un partido político alemán que existió durante la época de la República de Weimar. Ideológicamente se le consideraba situado en el centro y liberal de izquierdas. En 1930 fue reconvertido en el Partido del Estado Alemán (Deutsche Staatspartei, DStP) y tras la llegada al poder de los nazis sería disuelto.

## Historia
Sus orígenes se remontan al 20 de noviembre de 1918, al inicio de la República de Weimar, cuando se unieron el Partido Popular Progresista y el sector izquierda del Partido Nacional Liberal, representando a los liberales de izquierda y que fue junto con el Partido Socialdemócrata de Alemania (SPD) el partido que más hizo por el mantenimiento de la forma de gobierno democrática y republicana. Formó parte del primer Gobierno de Weimar y aunque dimitieron como protesta por el Tratado de Versalles al poco volvieron al Gobierno.
Sus líderes fueron Walther Rathenau, Eugen Schiffer, Hugo Preuss, Otto Gessler y Erich Koch-Weser, y entre los miembros más conocidos del DDP se pueden citar a Theodor Heuss, Albert Einstein, Thomas Mann, Ludwig Quidde y Max Weber.

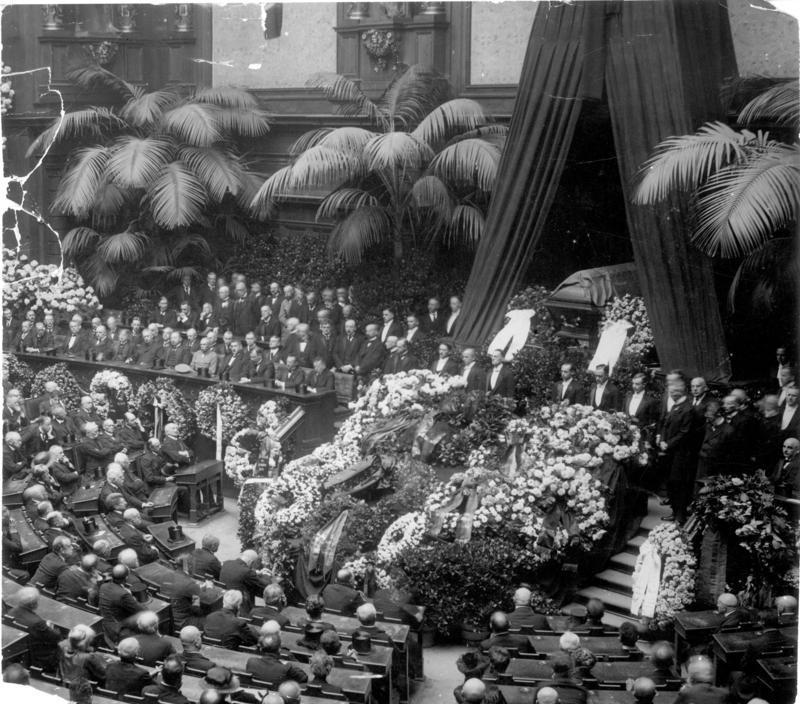
Funeral celebrado en memoria del exministro Walter Rathenau, asesinado en 1922.

En 1930 se unió a la Asociación Nacional del Reich (ANR), partido político que había surgido de la nacionalista Jungdeutscher Orden, para formar el Partido del Estado Alemán (DStP). Este fracasó en las elecciones de 1930, lo que provocó que tras la marcha de la ANR, el DStP fuese fundamentalmente el antiguo DDP con otro nombre. En 1933 junto con el resto de los partidos fue disuelto por las autoridades nazis.

## Resultados electorales
| Elecciones | # de votos     | % de votos | Escaños | Variación | Resultado                            |
| ---------- | -------------- | ---------- | ------- | --------- | ------------------------------------ |
| 1919       | 5.641.825 (#3) | 18,56%     | 75/423  |           | Coalición (SPD-Zentrum-DPP)          |
| 1920       | 2.333.741 (#6) | 8,28%      | 39/459  | 36        | Coalición (SPD-Zentrum-DPP-BVP)      |
| May.-1924  | 1.655.129 (#7) | 5,65%      | 28/472  | 11        | Bloqueo parlamentario                |
| Dic.-1924  | 1.919.829 (#6) | 6,34%      | 32/493  | 4         | Coalición (DNVP-Zentrum-DVP-DDP-BVP) |
| 1928       | 1.479.374 (#6) | 4,81%      | 25/491  | 7         | Coalición (SPD-Zentrum-DPP-BVP)      |
| 1930       | 1.322.034 (#8) | 3,78%      | 20/577  | 5         | Bloqueo parlamentario                |
| Jul.-1932  | 371.800 (#8)   | 1,01%      | 4/608   | 16        | Bloqueo parlamentario                |
| Nov.-1932  | 336.447 (#9)   | 0,95%      | 2/584   | 2         | Bloqueo parlamentario                |
| 1933       | 334.242 (#9)   | 0,85%      | 5/647   | 3         |                                      |